# Romeusz
Romeusz (wł. Romeo) – późnorzymskie imię męskie, oznaczające pierwotnie pielgrzyma zmierzającego do Rzymu.
Romeusz imieniny obchodzi 7 lutego i 25 lutego.